# Kaarma-Jõe
Koordinaten: 58° 22′ N, 22° 30′ O
Kaarma-Jõe ist ein Dorf (estnisch küla) auf der größten estnischen Insel Saaremaa. Es gehört zur Landgemeinde Saaremaa (bis 2017: Landgemeinde Lääne-Saare) im Kreis Saare. Bis zur Neugründung der Landgemeinde Saaremaa hieß der Ort „Jõe“ und wurde umbenannt, um sich von Jõe zu unterscheiden, da beide nun in derselben Landgemeinde liegen.

## Einwohnerschaft und Lage
Das Dorf hat 44 Einwohner (Stand 1. Januar 2016).
Östlich des Dorfkerns fließt der Fluss Põduste (Põduste jõgi).